# Anthrobia
Anthrobia é um gênero de aranhas da família Linyphiidae descrito em 1844.